# Real Real Gone
«Real Real Gone» es una canción del músico norirlandés Van Morrison publicada en el álbum de 1990 Enlightenment.
La canción fue originariamente grabada para el álbum de 1980 Common One, pero debido a que el ritmo era superior al del resto de canciones, fue finalmente descartada. Desde su publicación, se ha convertido en una canción favorita del público y es habitualmente incluida en la lista de canciones de los conciertos de Morrison.
En una reseña del álbum Enlightenment, la revista musical Rolling Stone denominó a "Real Real Gone" su mayor atractiva juerga de R&B desde los tiempos de "Domino".
"Real Real Gone" fue también incluida en los álbumes recopilatorios The Best of Van Morrison Volume Two, The Philosopher's Stone, Van Morrison at the Movies - Soundtrack Hits y Still on Top - The Greatest Hits. Además, aparece en el medley de "In the Garden" en el álbum en directo A Night in San Francisco.

## Personal
- Van Morrison: voz
- Bernie Holland: guitarra
- Steve Gregory: saxofón tenor
- Dave Bishop: saxofón barítono
- Malcolm Griffiths: trombón
- Georgie Fame: órgano
- Steve Pearce: bajo
- Dave Early: batería

En The Philosopher's Stone
- Van Morrison: voz
- John Allair: órgano
- Herbie Armstrong: guitarra rítmica
- Mick Cox: guitarra
- Pee Wee Ellis: saxofón tenor
- David Hayes: bajo
- Mark Isham: trompeta y fliscorno
- Peter Van Hooke: batería

## Versiones
"Real Real Gone" fue versionada, entre otros, por Tom Fogerty, John Lee Hooker, Bettye Lavette y Herbie Armstrong.